# Junonia goudotii
Junonia goudotii är en fjärilsart som beskrevs av Jean Baptiste Boisduval 1833. Junonia goudotii ingår i släktet Junonia och familjen praktfjärilar. Inga underarter finns listade i Catalogue of Life.